# Robert Svendsen
Charles Robert Edvard Svendsen, född 10 december 1884 i Köpenhamn, död 17 juli 1938 genom drunkning vid Samsø, var en dansk flygpionjär.
Svendsen började som mekanikerlärling 1898 vid Köpenhamns Cyclefabrik. Här kom han i kontakt med bilmotorer. Eftersom hans motorkunskaper ansågs som mycket goda anställdes han som chaufför hos grosshandlare Gustav M Salomonsen. Salomonsen som var mycket tävlingsintresserad tog med Svendsen på flera biltävlingar runt om i Europa och Danmark. Svendsen och Salomonsen besökte internationella flygveckan 22-29 augusti 1909 i Reims där de mötte Alfred Nervø.
Salomonsen blev intresserad av att köpa ett Blériot XI, men eftersom de inte fick ett bra mottagande av Louis Blériot vände man sig till bröderna Voisin. Från Voisin köpte Salomonsen ett Voisin biflygplan Dania med aviatörutbildning för 20 000 franc. För ytterligare 2 000 francs fick Svendsen sin flygutbildning vid Voisins flygskola i Mourmelon-le-Petit. Han klarade den 15 januari 1910 proven för det internationella aviatördiplomet och tilldelades senare det första certifikat den Danske Aeronautiske Selskab utfärdat. Han blev därmed den första certifikatinnehavaren i Skandinavien.

## Flygningen över Öresund

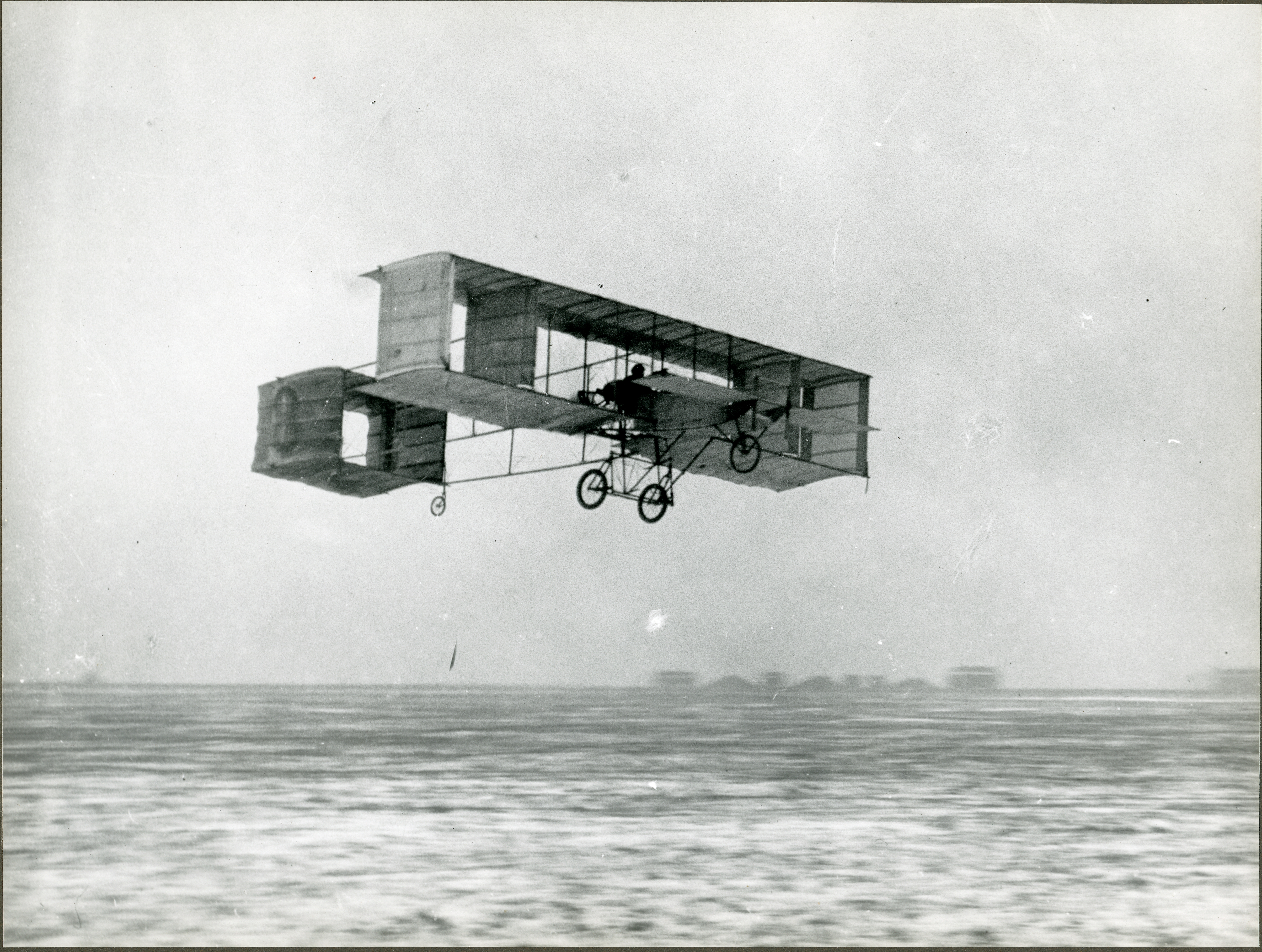
Robert Svendsen flyger över Öresund, 1910.

Ryttmästare Ernst Linder  i Paris hade satt upp ett pris på 5 000 kr till den pilot som först korsade Öresund med flygplan. 26 juni 1910 kom Carl Cederström till Köpenhamn för att delta i tävlingen om Öresund. Eftersom man var beroende av bra väder kom Nervø, Svendsen och Cederström att spionera och lurpassa på varandra. Den 17 juli gjorde Svendsen ett första försök med sitt Voisin flygplan att genomföra flygningen, men vinden var för hård och han tvingades återvända till startplatsen. En timme senare, klockan 4.05, startade han i sitt andra försök. Efter ett varv över fältet steg han till 50 meters höjd, riktade in flygplanet mot sundet och flög i sydostlig riktning. Klockan 4.36 landade han med sin Dania på Limhamnsfältet. Eftersom landningen skedde så tidigt på morgonen bevittnades landningen endast av åtta personer, varav en var Berlingske Tidendes flygmedarbetare Carl Theodor Dreyer. Senare under dagen mötte baron Cederström med baronessan upp och gratulerade Svendsen till bedriften. Telegram kom från kung Fredrik VIII och Konseils-Presedenten Klaus Berntsen överlämnade det danska marinministeriets silverpokal.
Flygningen är dokumenterat i den danska stumfilmen Robert Svendsens Flyvning från 1910.

## Flygningar i Sverige och Finland
27 september 1910 tävlade Cederström och Svendsen på nytt i den första svenska flygtävlingen som anordnades på Gärdet i Stockholm. Svendsen genomförde en 13 minuters provflygning runt Gärdet. När Cederström skulle genomföra samma flygning slog han Svendsen med 20 minuter. Vid prisutdelningen erhöll Svendsen Svenska Aeronautiska Sällskapets guldplaquett och sällskapets guldpokal eftersom hans totala flygtid är längre än Cederströms.
Han blev den förste som flög i Finland när han flög i Helsingfors 11 februari 1911. Under juni månad kontrakterades han för uppvisningsflygningar i samband med Hantverksmässan i Hässleholm. Han kom senare under året att medverka i filminspelningen av Kolingens galoscher tillsammans med Asta Nielsen och Victor Arfvidson. 11 september 1911 genomförde Svendsen en flygning från Middelfart på Fyn till Fredrika. Man räknar denna flygning som den första postflygningen i Norden, eftersom han medförde cirka 300 brevkort och ett antal exemplar av tidningen Middelfart Avis.

## Efterspel
Flygplanet Dania plockades in på verkstad under vintern 1911-1912. Flygplanet fick skevroder och de vertikala väggarna mellan övre och undre vingen avlägsnades. Efter ombyggnaden påminde flygplanets utseende om en Farman. Man döpte om planet till Glenten och via generalkonsul V Ludvigsen donerades flygplanet till den danska marinen. Svendsen slutade att flyga 1912. Han blev senare direktör för en bilfirma i Aarhus.
- 1970 avtäcktes en minnessten av polerad granit på Klövermarken och en minnessten på Limhamnsfältet.
- 1985 visades en minnesutställning i transithallen på Kastrup. Samtidigt överlämnade Svendsens dotter sin fars alla pokaler, utmärkelser och flyghandlingar till Dansk Flyhistorisk förening.
- Flygplanet Glenten finns bevarat vid Tekniske Museum i Helsingör.